# Andreas Vindheim
Andreas Vindheim, född 4 augusti 1995 i Bergen, är en norsk fotbollsspelare. Han har tidigare spelat för bland annat Malmö FF och SK Brann. Han har även spelat i det norska landslaget.

## Karriär

### Brann
Vindheim, som föddes i Bergen, inledde sin karriär i den lokala klubben, SK Brann. Under 2012 och 2013 spelade Vindheim cupmatcher för klubben, tills den första seriematchen kom den 4 maj 2014, när SK Brann spelade 1-1 mot IK Start. Vindheim spelade totalt 22 matcher och gjorde två mål för klubben i högsta ligan under nedflyttningssäsongen 2014.

### Malmö FF
Den 10 mars 2015 offentliggjordes att Vindheim var klar för Malmö FF mot en övergångssumma på mellan 3,5 och 4 miljoner norska kronor. Dagen efter presenterades spelaren för sin nya klubb. Han tecknade ett fyraårskontrakt med Malmö FF, och blev därmed den tredje norska spelaren att skriva på för klubben inför säsongen 2015. I juni 2017 förlängde han sitt kontrakt med 3,5 år.

### Sparta Prag
I maj 2019 skrev Vindheim på för Sparta Prag. Den 10 januari 2022 lånades Vindheim ut till tyska Schalke 04 på ett låneavtal över resten av säsongen 2021/2022. Den 21 februari 2023 lånades han ut till norska Lillestrøm på ett låneavtal fram till den 20 juni. Den 7 september 2023 lånades Vindheim ut till Teplice på ett säsongslån.

## Landslagskarriär
Vindheim har spelat landskamper för Norges U18- och U19-landslag. Han har även spelat fem matcher för norska U21-landslaget.